# دييغو سيرفيرو
دييغو سيرفيرو (بالإسبانية: Diego Cervero)‏ (13 أغسطس 1983 بأوفييدو في إسبانيا - ) هو لاعب كرة قدم إسباني في مركز الهجوم. لعب مع ريال أوفييدو ويونيون ديبورتيفا لوغرينييس وCD Lealtad ‏ ونادي ماربيا وReal Oviedo Vetusta ‏.

## وصلات خارجية
- دييغو سيرفيرو على موقع قاعدة بيانات كرة القدم.إي يو (الإنجليزية)
- دييغو سيرفيرو على موقع Soccerway.com (الإنجليزية)
- دييغو سيرفيرو على موقع AS.com (الإسبانية)